# Alleruusakasit

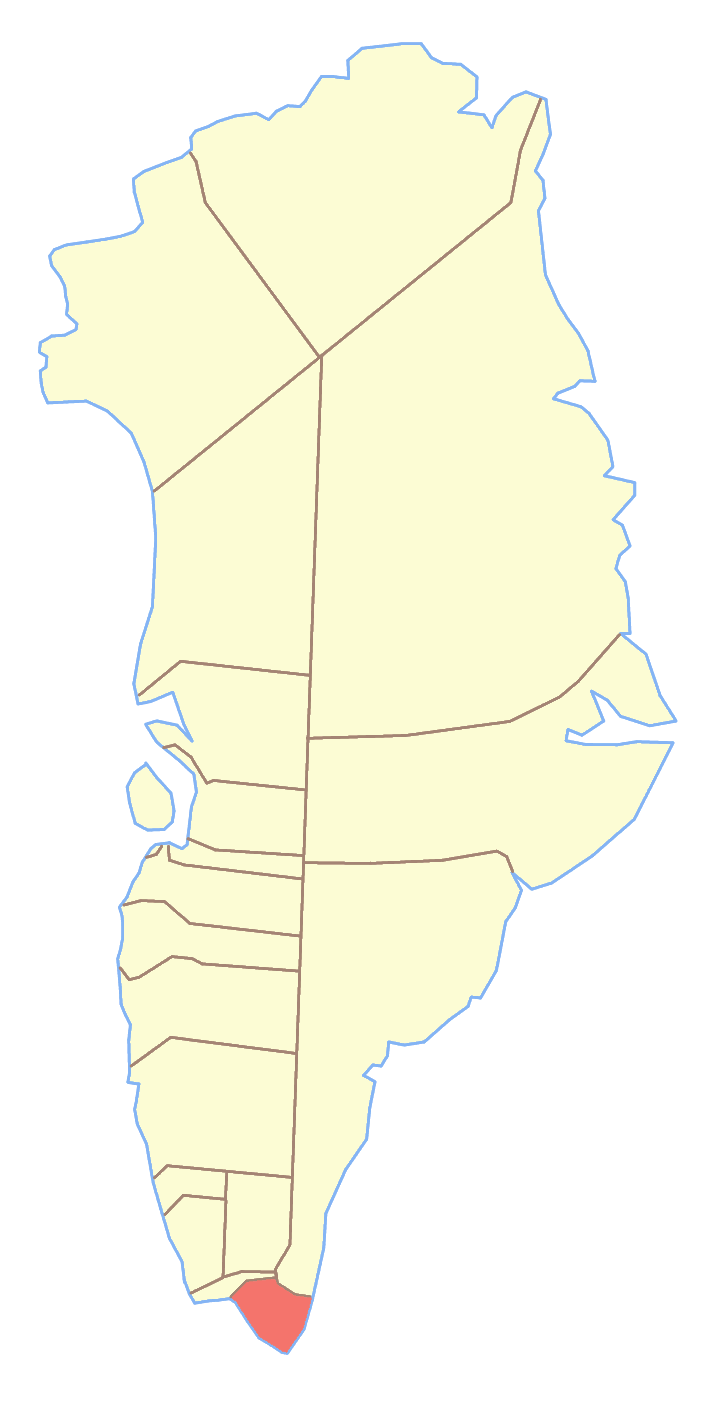
Ex comune di Nanortalik, dove si trovava l'Alleruusakasit

L'Alleruusakasit è una montagna della Groenlandia di 1708 m. Si trova a 60°08'N 44°32'O; appartiene al comune di Kujalleq.